# Leo de Klein
Leo de Klein (1939 - 2017) was onder andere een Nederlands bordeelhouder.

## Zakelijke carrière
Leo de Klein is de oprichter van de Postillon Club, de eerste seksclub aan de Rijksweg in Linne, vlak bij de A73 (tussen Roermond en Maasbracht). Hij was ruim 47 jaar de eigenaar van de seksclub. Zijn werkzaamheden heeft Leo de Klein voor zijn overlijden overgedragen aan zijn echtgenote.
De Klein was daarnaast betrokken bij de wielersport, eerst als actieve beoefenaar, later betrokken bij de organisatie van profcriteriums en de nationale kampioenschappen wielrennen. Ook was hij betrokken bij het binnenhalen van Olympia's Tour door Nederland in Linne en het naburige Maasbracht.
Begin 2017 bracht Leo de Klein het boek Halve eeuw leven in een bordeel uit.